# Karol Krementowski
Karol Krementowski (ur. 1839 w Gorlicach, zm. 3 lutego 1909 w Przemyślu) – polski ksiądz katolicki, kanonik, prepozyt przemyskiej kapituły katedralnej, działacz samorządowy, poseł na Sejm Krajowy Galicyjski, proboszcz parafii katedralnej w Przemyślu, sędzia Sądu Biskupiego w Przemyślu, penitencjarz katedralny.

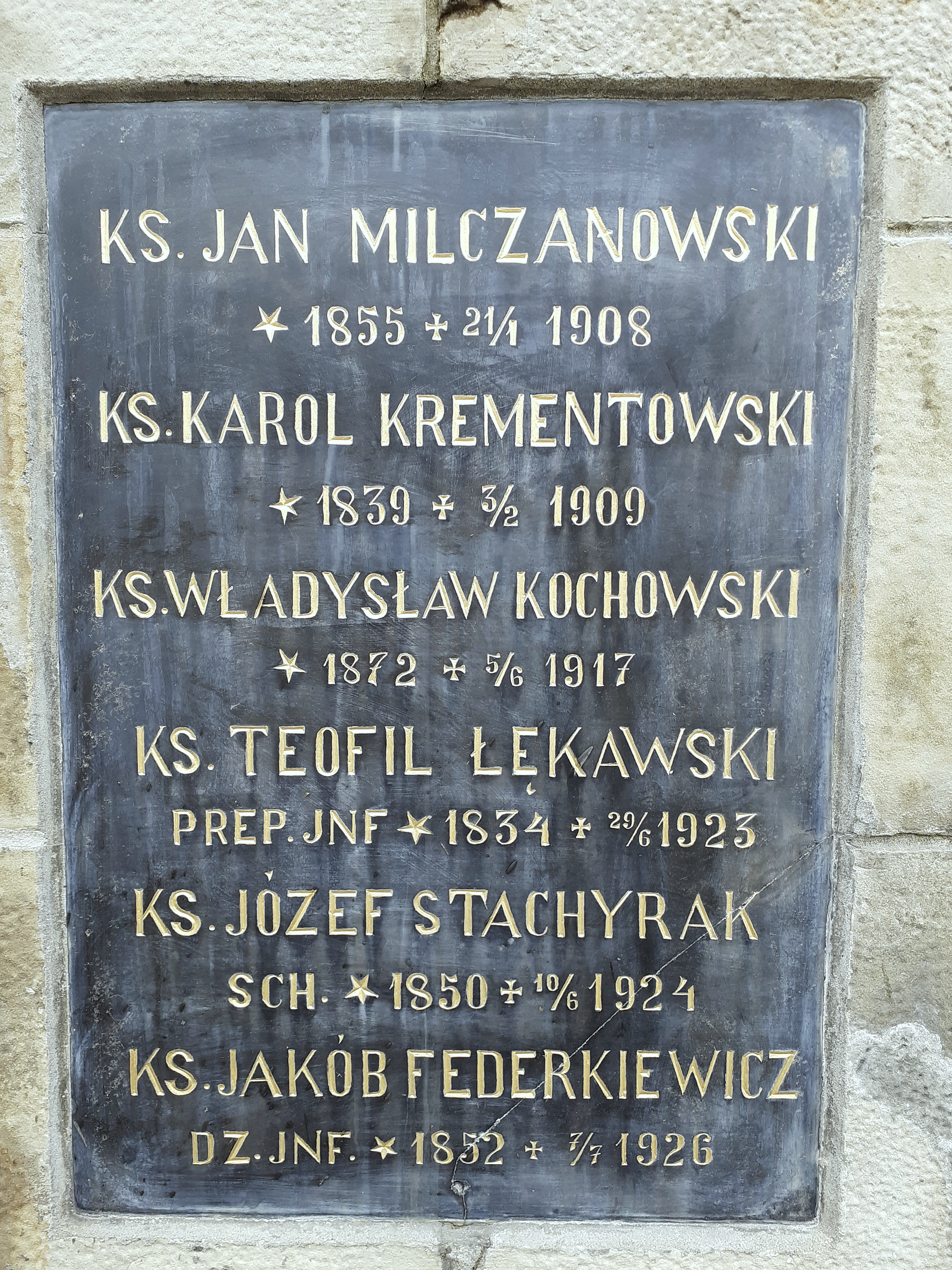
Tabliczka nagrobna ks. Karola Krementowskiego

## Życiorys

### Młodość
Urodził się w 1839 roku w Gorlicach w rodzinie mieszczańskiej. Ukończył szkole ludową w rodzinnym mieście, po czym rozpoczął naukę w gimnazjach w Nowym Sączu i Przemyślu. Po złożeniu egzaminu dojrzałości wstąpił do Seminarium Duchownego w Przemyślu.

### Kapłaństwo
Po święceniach kapłańskich rozpoczął posługę w Tarnowcu, a później został mianowany proboszczem parafii św. Anny w Święcanach koło Biecza. W latach 1893–1901 pełnił funkcję dziekana jasielskiego. W 1901 roku powołany na kanonię katedralną i zostaje proboszczem parafii katedralnej Wniebowzięcia Najświętszej Maryi Panny i św. Jana Chrzciciela w Przemyślu. Przez bpa Józefa Sebastiana Pelczara zostaje mianowany sędzią Sądu Biskupiego, penitencjarzem katedralnym i jednocześnie dziekanem dekanatu przemyskiego miejskiego, a także egzaminatorem synodalnym

### Działalność polityczna i społeczna
Angażował się w działalność Rady Gminnej w Święcanach, Powiatowej w Jaśle oraz galicyjskiego Sejmu Krajowego VIII Kadencji, gdzie w latach 1901-1904 piastował stanowisko posła z okręgu Jasło (IV kuria).

## Życie prywatne
Był bliskim przyjacielem z lat szkolnych bpa Józefa Sebastiana Pelczara - późniejszego świętego Kościoła katolickiego.
Został pochowany w grobowcu kapituły rzymskokatolickiej na cmentarzu Głównym w Przemyślu.